# Nanorrhinum baluchestanicum
Nanorrhinum baluchestanicum är en grobladsväxtart som beskrevs av Naanaie, Assadi och Tavassoli. Nanorrhinum baluchestanicum ingår i släktet Nanorrhinum och familjen grobladsväxter. Inga underarter finns listade i Catalogue of Life.